# نقالی
نقالی یا افسانه‌گویی ایرانی یا  پرده خوانی کهن‌ترین شکل بازگویی افسانه‌ها در ایران است و از مدت‌ها پیش نقش مهمی در جامعه دارد. نقال کسی است که نقل حماسی می‌گوید و مضمون نقل‌هایش بیشتر پیرامون داستان شاهان و پهلوانان ایران زمین است.
در روستای خُنگ از توابع بیرجند این هنر را صورتی خوانی می‌گفتند.

## نقال
نقال شعر یا نثرها را با حرکات و اشارات و گاهی به همراه موسیقی و توصیف کتیبه‌ها و نقاشی‌ها بازگو می‌کند. نقال به استعداد قابل توجهی برای حفظ اشعار و متن‌ها و همچنین توانایی بداهه‌گویی و مهارت سخنرانی نیاز دارد. لباس نقال، لباسی ساده‌است و گاهی  به همراه کلاه باستانی یا کت‌های زرهی در طول اجرای برنامه برای بازگو کردن صحنه‌های نبرد است.
نقال به عنوان نگهبان فرهنگ عامیانه، داستانهای حماسی و قومی و موسیقی فولکلور ایران شناخته می‌شود. نقال‌ها پیش‌تر در قهوه‌خانه‌ها و مکان‌های تاریخی مانند کاروانسراها به اجرا برنامه می‌پرداختند. امروزه با کاهش محبوبیت قهوه‌خانه‌ها و از بین رفتن کاروانسراها و به وجود آمدن اشکال جدید سرگرمی و کم کاری عرصه فرهنگ در ایران هواداران این هنر دراماتیک ایرانی به تدریج رو به کاهش است.
در عصر رونق قهوه خانه از اوایل قرن یازدهم تا نخستین دهه های قرن چهاردهم شمار بزرگی از نقالان به این نهاد روی آوردند و آن را پایگاه نقالی و شاهنامه خوانی کردند. در این دوره قهوه خانه نهاد فعالی در انتقال فرهنگ و ادب کهن ملی و مذهبی ایران به توده مردم بی سواد یا کم سواد به شمار می‌رفت و در آموزش آداب زندگی گذشتگان اخلاق و منش پهلوانان و جوانمردان به افرادی که به قهوه خانه می‌رفتند نقش مهمی داشت. نقالان را بر حسب نوع داستان‌هایی که می‌گفتند چیرگی و تسلط‌شان به نقالی به سه دسته تقسیم کردند.
نخست شاهنامه‌خوانان یا نقالانی که فقط به نقل داستان‌های حماسی شاهنامه می‌پرداختند دوم نقالانی که در نقل داستان‌های تاریخی و افسانه‌ای مانند اسکندرنامه مهارت داشتند و سوم مذهبی خوانانی که داستان‌های دینی مذهبی مانند حمزه‌نامه و حیدر نامه می‌خواندند. هر قصه‌گو در نقل قصه شیوه بیان خود را داشت. چست و چالاک بودن در بیان درک مجلس نقل و دریافت میزان ذوق و رغبت مردم آراستن نظم به نثر برای ملال انگیز نشدن نقل خواندن شعر با آهنگ و آواز شرح بیت‌های دشوار یادنامه سراینده شعر فاتحه خواندن و تکبیر گفتن نکاتی بود که نقال باید آن را رعایت می‌کرد.

## ثبت نقالی در یونسکو
تدوین پروندۀ ثبت جهانی نقالی با همکاری سازمان میراث فرهنگی و گردشگری، بنیاد فردوسی،  خانۀ تئاتر و مرکز هنرهای نمایشی کشور ایران انجام پذیرفته‌است. ثبت پروندۀ «نقالی» در ششمین اجلاس میراث معنوی ناملموس یونسکو در تاریخ ۲۷ نوامبر ۲۰۱۱ به ثبت جهانی رسید.